# Coordinadora Socialista dels Països Catalans
La Coordinadora Socialista dels Països Catalans va ser fundada a Castelló de la Plana el 29 de febrer de 1976 i estava integrada per Convergència Socialista de Catalunya, Convergència Socialista del País Valencià i el Partit Socialista de les Illes que en la primera reunió va acudir com a observador. Amb posterioritat tant el PSC-Congrés com el PSPV hi formaren part així com el PSI que ja ho feia de ple dret.
En la primera reunió s'acordà formar una Comissió d'Enllaç que s'encarregaria de treballar per la normalització lingüística i cultural, la coordinació dels respectius estatuts d'autonomia, la confecció d'una anàlisi i d'una política sobre els Països Catalans i la definició i coordinació d'estratègies socialistes: sindicals, de trencament democràtic i Federació de Partits Socialistes.
La segona reunió de la Coordinadora va tindre lloc a Maó el 25 de juny de 1976, i la tercera va ser a Prada de Conflent. Amb les Jornades-Debat de Barcelona dels dies 10, 11 i 12 d'octubre de 1976 es tanca el cicle vital de la Coordinadora en opinió d'algunes fonts, si bé el 1977 la Coordinadora encara era funcional. Els contactes i la posterior fusió dels partits socialistes de Catalunya i el País Valencià amb el PSOE feren inviable la continuïtat.